# Willem Hardorff
Willem Hardorff (Leeuwarden, 8 maart 1815 – aldaar, 24 september 1899) was een Nederlandse orgelbouwer.

## Leven
Willem Hardorff was de zoon van boekbinder Hans Hardorff en de kleinzoon van Matthijs Hansen Hardorff (1747-1802), die meesterknecht was van de bekende orgelbouwer Albertus Antoni Hinsz. Willem Hardorff genoot zijn opleiding bij de Leeuwarder orgelfirma Van Dam. In 1843 nam hij de orgelmakerij A. van Gruisen & Zonen van Willem van Gruisen (1788-1843) over. Hij maakte en herstelde orgels voor kerken in vooral Friesland. Ook Willem Hardorff had leerlingen, onder anderen de orgelbouwers Fokke Bakker en Arjen Timmenga van Bakker & Timmenga. In 1880 verkocht hij de orgelmakerij aan zijn schoonzoon Johan Frederik Kruse.

## Orgels van Hardorff (selectie)
| Jaar | Plaats                     | Kerk                 | Afbeelding | Opmerkingen                                     |
| ---- | -------------------------- | -------------------- | ---------- | ----------------------------------------------- |
| 1854 | Franeker                   | Gereformeerde kerk   |            |                                                 |
| 1856 | Kubaard                    | Hervormde kerk       |            |                                                 |
| 1858 | Kimswerd                   | Sint-Laurentiuskerk  |            |                                                 |
| 1860 | Baijum                     | Kerk van Baijum      |            | In 1876 vervangen door een nieuw Hardorff-orgel |
| 1860 | Edens                      | Kerk van Edens       |            |                                                 |
| 1860 | Gaast                      | Hervormde kerk       |            |                                                 |
| 1861 | Britsum                    | Johanneskerk         |            |                                                 |
| 1861 | Menaldum                   | Kerk van Menaldum    |            |                                                 |
| 1862 | Gauw                       | Hervormde kerk       |            |                                                 |
| 1865 | Deinum                     | Sint Janskerk        |            |                                                 |
| 1865 | Elahuizen                  | Hervormde kerk       |            |                                                 |
| 1867 | IJsbrechtum                | Kerk van IJsbrechtum |            |                                                 |
| 1867 | Oosterlittens              | Margarethakerk       |            |                                                 |
| 1870 | Oosterend (Littenseradeel) | Martinikerk          |            |                                                 |
| 1871 | Oudeschoot                 | Skoattertsjerke      |            |                                                 |
| 1875 | Lions                      | Catharinakerk        |            | In 1961 overgeplaatst naar de kerk van Huins    |
| 1875 | Winsum                     | Mariakerk            |            |                                                 |
| 1876 | Hantum                     | Nicolaaskerk         |            |                                                 |
| 1876 | Itens                      | Martinikerk          |            |                                                 |
| 1878 | Baijum                     | Kerk van Baijum      |            | Verving het verkochte Hardorff-orgel van 1860   |
| 1877 | Wanswerd                   | Petruskerk           |            |                                                 |